# Jonah Elliss
Jonah Elliss (Moscow, 3 aprile 2003) è un giocatore di football americano statunitense che milita nel ruolo di linebacker per i Denver Broncos della National Football League (NFL).

## Carriera universitaria
Elliss disputò tutte le 14 partite nella sua prima stagione con gli Utah Utes facendo registrare 15 tackle. Nel 2022 fu nominato menzione onorevole della Pac-12 Conference dopo avere fatto registrare 26 tackle, di cui 6 con perdita di yard, e 3 sack. Nel 2023 fu premiato come All-American.

## Carriera professionistica

### Denver Broncos
Elliss fu scelto nel corso del terzo giro (76º assoluto) del Draft NFL 2024 dai Denver Broncos. Debuttò come professionista subentrando nella gara del primo turno persa contro i Seattle Seahawks. La settimana successiva mise a segno il suo primo sack su Justin Fields dei Pittsburgh Steelers.
Elliss finì l'annata con 5 sack, 38 tackle e 2 passaggi deviati, venendo inserito nel PFWA All-Rookie Team.

## Famiglia
Elliss è figlio di Luther Elliss, ex giocatore della NFL nel ruolo di Defensive tackle.

## Palmarès
- PFWA All-Rookie Team - 2024